# Castilleja xanthotricha
Castilleja xanthotricha är en snyltrotsväxtart som beskrevs av Francis Whittier Pennell. Castilleja xanthotricha ingår i släktet målarborstar, och familjen snyltrotsväxter. Inga underarter finns listade i Catalogue of Life.